# تیوب (سازه)

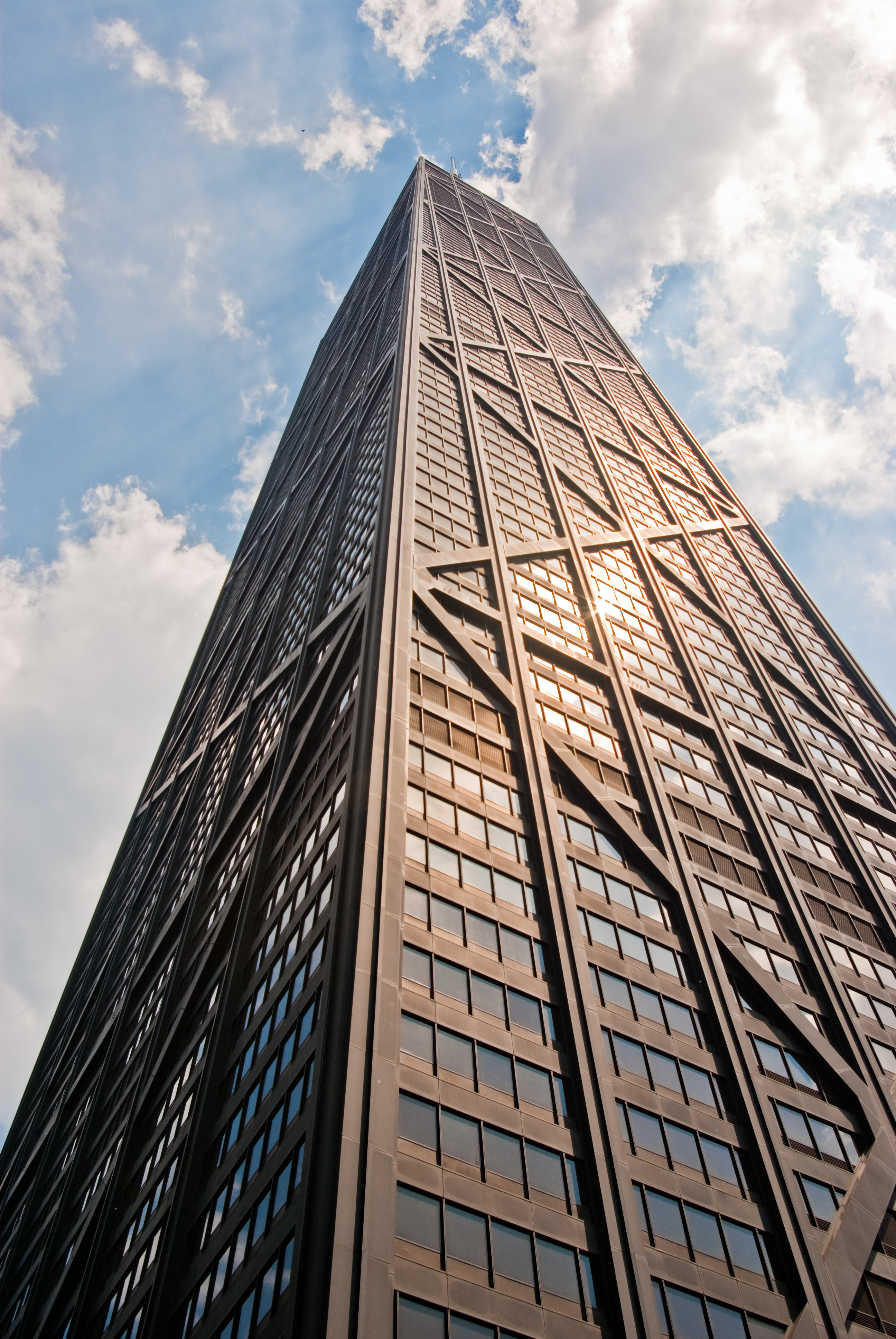
مرکز جان هنکوک در شیکاگو، که در سال ۱۹۶۵ طراحی و در سال ۱۹۶۹ به پایان رسید، نمونه ای از طراحی سازه تیوب خرپایی است

در مهندسی سازه، تیوب سیستمی است که برای مقاومت در برابر بارهای جانبی (باد، زلزله، ضربه)، یک ساختمان به گونه ای طراحی شده‌است که مانند استوانه توخالی، به صورت طره، عمود بر روی زمین عمل کند. این سیستم توسط فضلور رحمان خان (به انگلیسی: Fazlur Rahman Khan)، در هنگامی که در دفتر شیکاگوی شرکت معماری Skidmore , Owings & Merrill (SOM) کار می‌کرد، معرفی شده‌است. اولین نمونه از کاربرد سیستم سازه ای تیوب شکل، ساختمان آپارتمانی DeWitt-Chestnut با طراحی ۴۳ طبقه توسط خان است که به پلازا در DeWitt در شیکاگو، ایلینویز، تغییر نام یافت، و در سال ۱۹۶۶ به پایان رسید.
این سیستم با استفاده از سازه‌های فلزی، بتنی یا کامپوزیتی (استفاده مجزا از مجموعه فولاد و بتن) ساخته می‌شود و می‌توان آن را برای ساختمان‌های اداری، آپارتمانی و ساختمانهای با کاربرد چندگانه به کار برد. بیشتر ساختمان‌های با طبقات بیش از ۴۰ طبقه که از دهه ۱۹۶۰ ساخته شده‌اند با استفاده از این نوع سازه طراحی شده‌اند.

## مفاهیم کلی
مفهوم کلی سیستم تیوب بر اساس این ایده بنا شده‌است که یک ساختمان را می‌توان برای مقاومت در برابر بارهای جانبی، به عنوان یک طره توخالی عمود بر زمین طراحی کرد. در ساده‌ترین تجسم سیستم تیوب، محیط بیرونی سازه از ستونهای با فاصله کم و نزدیک به هم تشکیل شده‌است که از طریق اتصالات خمشی با تیرهای اسپندرل عمیق به هم بسته شده‌اند. این مجموعه ستون‌ها و تیرها یک قاب صلب و سخت را تشکیل می‌دهند که سرانجام یک دیوار سازه ای متراکم و مقاوم در امتداد نمای بیرونی ساختمان را تشکیل می‌دهند.
این قاب بیرونی به اندازه کافی قوی طراحی شده‌است تا در برابر همه بارهای جانبی وارده بر ساختمان مقاومت کند و بدین ترتیب فضای داخلی ساختمان را به سادگی می‌توان برای انتقال بارهای ناشی از وزن، قاب‌بندی کرد. ستون‌های داخلی به تعداد نسبتاً کمی هستند و در هسته قاب جا نمایی شده‌اند. فاصله بین قابهای بیرونی و هسته قاب، با تیرها یا خرپا پوشانده شده و می‌تواند بدون ستون باشد. این کار با انتقال بخشی از بارهای ناشی از وزن در درون سازه به قابهای بیرونی، اثر بخشی تیوب پیرامونی را به حداکثر می‌رساند و توانایی مقاومت آن در برابر واژگون شدن توسط بارهای جانبی را افزایش می‌دهد.

## تاریخچه
در سال ۱۹۶۳، سیستم سازه ای جدیدی از تیوب‌های قاب‌بندی شده در طراحی و ساخت آسمان خراش به کار برده شده‌است. فضلور رحمان خان، مهندس سازه از بنگلادش (که در آن زمان پاکستان شرقی نامیده می‌شد) که در شرکتSkidmore , Owings & Merrill مشغول به کار بود ، سازه تیوبی قاب‌بندی شده را به عنوان "یک سازه فضایی سه بعدی تعریف کرد که این سازه فضایی سه بعدی از سه، چهار، یا حتی تعداد فریم‌های بیشتر، قاب‌های مهار شده یا دیوارهای برشی تشکیل شده‌است، و آن‌ها در لبه‌ها یا در نزدیکی لبه‌ها به یکدیگر متصل شده‌اند تا یک سیستم سازه ای مانند تیوب قایم ایجاد کنند که به صورت طره از روی شالوده، در برابر نیروهای جانبی در هر جهت قادر به مقاومت است. " ستونهای بیرونی که با فاصله نسبتاً نزدیک به یکدیگر جانمایی شده و به هم پیوسته شده‌اند، شکل تیوب را تشکیل می‌دهند. بارهای جانبی یا افقی (باد، زلزله، ضربه) به‌طور کلی، توسط سازه تیوب شکل به تکیه گاه (زمین) منتقل می‌شوند. حدود نیمی از سطح نمای بیرونی برای پنجره‌ها قابل استفاده است. با استفاده از سازه قاب تیوب شکل، کاهش تعداد ستون‌های داخلی امکان‌پذیر می‌شود، و در نتیجه فضای قابل استفاده بیشتری را در طبقات امکان‌پذیر می‌سازند. در صورت نیاز به دهانه‌های بزرگتر مانند درب‌های گاراژ، بعضی از ستونهای قاب تیوب باید قطع شوند، که در نتیجه با نصب تیرهایی برای انتقال بار به سایر ستون‌ها، یکپارچگی سازه حفظ می‌شود.
فضلور رحمان خان، مفهوم تیوب را از زادگاهش در داکا، بنگلادش الهام گرفته‌است. در زادگاه وی هیچ بنایی بیشتر از سه طبقه نداشت. او همچنین، تا سن ۲۱ سالگی خود هیچ آسمان خراشی را به صورت حضوری ندیده بود، و او در داخل هیچ ساختمان نیمه بلند قدم نگذاشته بود تا زمانی که برای تحصیلات تکمیلی به ایالات متحده نقل مکان کرد. با این وجود، محیط زادگاه وی در داکا بعداً بر مفهوم ساخت تیوب توسط وی تأثیر گذار بود، که از بامبویی که در اطراف داکا جوانه می‌زد الهام گرفته بود. وی دریافت که یک تیوب توخالی، مانند بامبو در داکا، به یک ساختمان بلندمرتبه پایداری بدهد.
اولین ساختمانی که طرح فریم تیوب را مورد استفاده قرار داد، ساختمان آپارتمانی DeWitt-Chestnut بود که توسط خان طراحی شد و تا سال ۱۹۶۳ در شیکاگو به پایان رسید. این طرح، پایه و اساس را برای طراحی سازه ای طرح تیوب در بسیاری از آسمان خراش‌های بعدی فراهم ساخت، از جمله مرکز جان هنکوک و برج ویلیس، مرکز تجارت جهانی، برج‌های پتروناس، ساختمان جین مائو و بسیاری دیگر از ابر آسمان خراش‌های دهه ۱۹۶۰، که شامل بلندترین ساختمان جهان تا تاریخ ۲۰۱۷، که برج خلیفه است، نیز می‌شود.

## انواع
از زمان آغاز کاربرد این سیستم سازه ای، تیوب متناسب با نیازهای مختلف سازه ای تغییر و تنوع زیادی داشته‌است.

### تیوب قابی

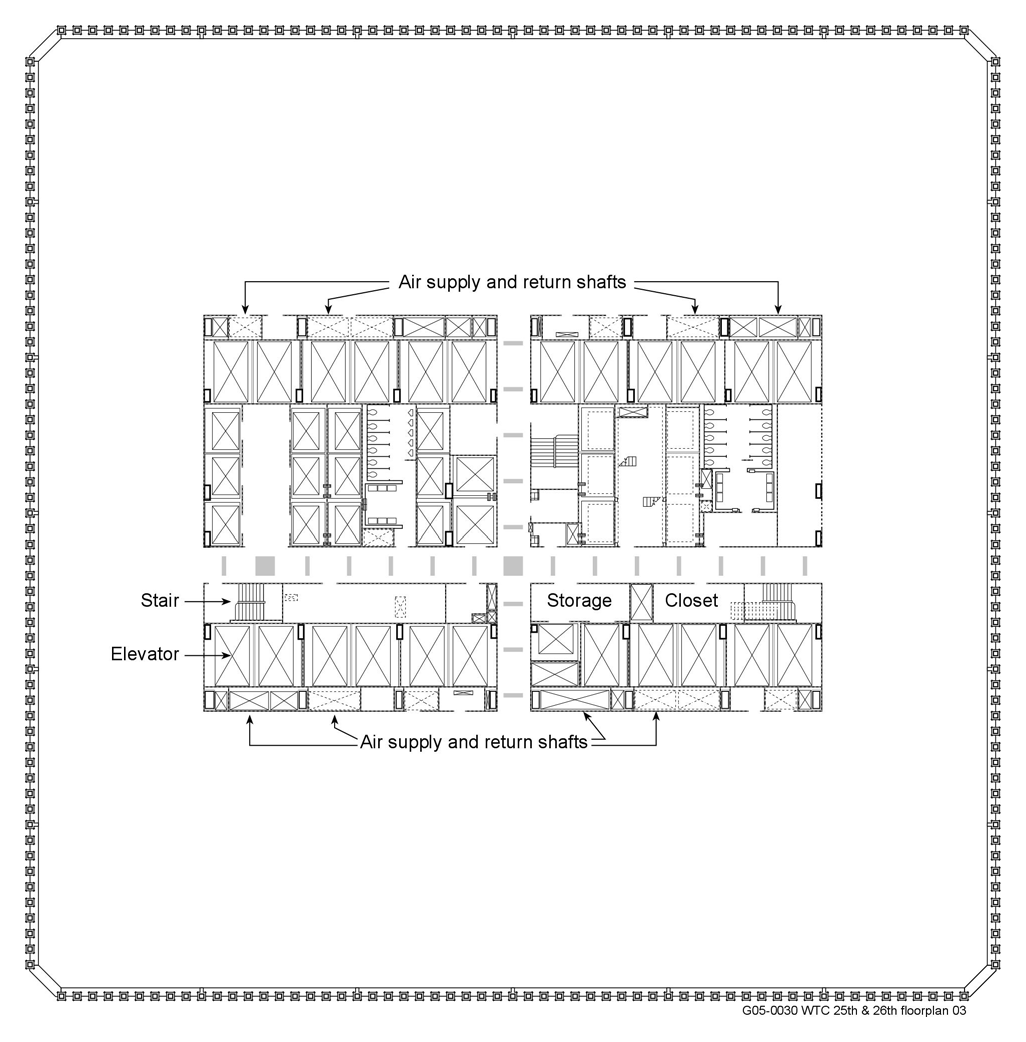
برج‌های دوقلوی مرکز تجارت جهانی از اولین سازه‌هایی بودند که از طرح تیوب قابی استفاده کردند. بسیاری از ستون‌های تیوب در اطراف قسمت بیرونی این مقطع افقی دیده می‌شود. برجها دارای یک هسته اصلی بودند که در مرکز دیده می‌شدند و سیستم‌های خدمات درآن‌ها جانمایی شده بودند. این طرح تیوب تیوبی نبوده‌است، زیرا که هسته دارای ۴۷ ستون در فاصله نسبتاً مساوی بود، و موقعیت ستون‌ها در اطراف لبه هسته نبوده‌است.

این ساده‌ترین نوع طرح از سیستم سازه تیوب است. تیوب می‌تواند در انواع طرح‌های پلان کف طبقات، از جمله مربع، مستطیل، دایره ای و هر شکل ظاهر شود. این طرح برای اولین بار در ساختمان آپارتمان DeWitt-Chestnut شیکاگو، توسط خان طراحی شده و در سال ۱۹۶۵ به پایان رسید، اما قابل توجه‌ترین نمونه‌ها مرکز آون (به انگلیسی: Aon Center)و برج‌های اصلی مرکز تجارت جهانی است.

### تیوب خرپایی یا تیوب مهار بندی شده
تیوب خرپایی، که تیوب مهار بندی شده نیز نامیده می‌شود، مشابه تیوب ساده است اما با تعداد ستون‌های نسبتاً کمتر که ستون‌های بیرونی آن نیز با فاصله ای نسبتاً بیشتر جانمایی شده‌اند. مهاربندی‌های فلزی یا دیوارهای برشی بتنی در امتداد دیواره‌های خارجی جانمایی شده‌اند تا با اتصال آنها به یکدیگر کاهش تعداد ستون‌ها جبران شود. قابل توجه‌ترین نمونه‌هایی که دارای مهاربندی فلزی هستند عبارتند از: مرکز جان هنکوک، مرکز سیتی گروپ و برج بانک چین.

### تیوب در تیوب
این نوع سازه که به عنوان بدنه و هسته نیز شناخته می‌شوند، دارای یک تیوب اصلی در داخل سازه، برای نگه داشتن آسانسور و سایر بخش‌های خدماتی و یک تیوب دیگر در قسمت بیرونی است. به دلیل مقاومت بیشتر تیوب بیرونی، بیشتر بارهای ناشی از وزن و نیز نیروهای جانبی توسط تیوب بیرونی گرفته می‌شود. ساختمان ۵۰ طبقه بتنی با کاربری اداری واقع در ۷۸۰ خیابان سوم در منهتن از دیوارهای برشی بتنی برای مهاربندی و یک هسته خارج از مرکز برای تأمین فضای داخلی بدون ستون استفاده می‌کند.

### تیوب دسته ای

تفکیک سازه تیوب دسته ای برج ویلیس با ساده‌سازی پلان کف‌ها.

به جای یک تیوب، سازه یک ساختمان متشکل از چندین تیوب است که به یکدیگر وصل شده‌اند تا در مقابل نیروهای جانبی مقاومت کنند. در چنین ساختمانهایی، ستونهای داخلی در امتداد محیط تیوب‌ها ودر فصل مشترک آن‌ها جانمایی می‌شوند. نمونه‌های قابل توجه شامل برج ویلیس، وان مگنیفیسنت مایل و برج نیوپورت است.

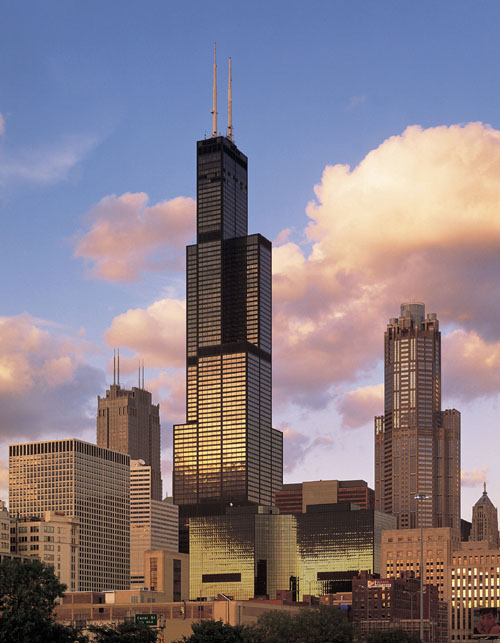
برج ویلیس، که در سال ۱۹۷۳ به پایان رسید، طرح سازه تیوب دسته ای را معرفی کرد و بلندترین ساختمان جهان تا سال ۱۹۹۸ بود.

علاوه بر بازده سازه ای و اقتصادی، تیوب دسته ای " پتانسیل نوآورانه قابل توجهی برای فرموله سازی همه جانبه فضای معماری دارد. دیگر لزومی ندارد که برج‌های کارآمد به شکل جعبه ساخته شوند. واحدهای تیوب در فرم سازه تیوب دسته ای می‌توانستند اشکال مختلفی به خود بگیرند و در انواع مختلفی از گروه بندی‌ها با هم جمع شوند. " سازه تیوب دسته ای به این معناست که «ساختمانها دیگر الزامی به شکل ظاهری شبیه جعبه ندارند: آنها می‌توانند مجسمه‌سازی شوند.»

### هیبریدها
هیبریدها شامل طبقه‌بندی متنوعی از سازه‌ها هستند که در آن از مفهوم پایه ای تیوب استفاده می‌شود و باسایر تکیه گاه‌های سازه ای تکمیل می‌شود. این روش در جایی بکار می‌رود که یک ساختمان آنقدر نازک باشد که یک سیستم نتواند استحکام یا مقاومت و سختی کافی را فراهم کند.

### سازه‌های تیوب بتنی
آخرین ساختمانهای بزرگ مهندسی شده توسط خان، وان مگنیفیسنت مایل و اونتری در شیکاگو بود که در آن‌ها، به ترتیب از طرح‌های سازه ای تیوب دسته ای و تیوب خرپایی خود استفاده کرد. برخلاف ساختمانهای قبلی وی که عمدتاً فلزی بودند، دو ساختمان آخر طراحی شده وی بتنی بودند. ساختمان قبلی او یعنی ساختمان آپارتمان‌های DeWitt-Chestnut، که در سال ۱۹۶۳ در شیکاگو ساخته شد، نیز یک ساختمان بتنی با سازه تیوب بود.برج ترامپ در شهر نیویورک نیز نمونه دیگری است که این سیستم را مورد استفاده قرار داده‌است.

## کاربردهای دیگر
برخی از برج‌های مشبک از عناصر تیوب فولادی تشکیل شده‌اند. آنها می‌توانند برای سازه‌های مشبک مهارشده و آزاد استفاده شوند. نمونه ای از نوع اول دکل رادیویی ورشو بود، برای نمونه دوم برج‌های  3803 KM روسیه هستند.